# Without Men
Without Men är en amerikansk film från 2011. Filmen är baserad på romanen Tales from the Town of Widows av James Cañón. Filmen regisserades av Gabriela Tagliavini, och i huvudrollerna finns Eva Longoria, Christian Slater och Oscar Nuñez.

## Handling
Kvinnorna i en avlägsen småstad i Latinamerika tvingas anpassa sin tillvaro när alla män i staden tvångsvärvas till kommunistgerillan.

## Rollista
| Eva Longoria          | – Rosalba       |
| Christian Slater      | – Gordon        |
| Oscar Nuñez           | – Priest Rafael |
| Kate del Castillo     | – Cleotilde     |
| Mónica Huarte         | – Cecilia       |
| Yvette Yates          | – Virgelina     |
| Maria Conchita Alonso | – Lucrecia      |
| Guillermo Díaz        | – Campo Elias   |
| Paul Rodriguez        | – Camacho       |
| Camryn Manheim        | – Boss          |
| Judy Reyes            | – Magnolia      |
| Fernanda Romero       | – Ubaldina      |
| Reynaldo Pacheco      | – Julio         |
| Angel Amaral          | – John          |
| Douglas Spain         | – Angel         |